# Њу Лајпзиг (Северна Дакота)
Њу Лајпзиг (енгл. New Leipzig) град је у америчкој савезној држави Северна Дакота.

## Демографија
По попису из 2010. године број становника је 221, што је 53 (-19,3%) становника мање него 2000. године.
| Група             | 2000.       | 2010.       |
| Белци             | 272 (99,3%) | 215 (97,3%) |
| Афроамериканци    | 0 (0,0%)    | 0 (0,0%)    |
| Азијати           | 0 (0,0%)    | 0 (0,0%)    |
| Хиспаноамериканци | 0 (0,0%)    | 0 (0,0%)    |
| Укупно            | 274         | 221         |